# Trichosteleum brachydictyon
Trichosteleum brachydictyon är en bladmossart som beskrevs av Georg Friedrich von Jaeger 1878. Trichosteleum brachydictyon ingår i släktet Trichosteleum och familjen Sematophyllaceae. Inga underarter finns listade i Catalogue of Life.